# 刈和野バイパス
刈和野バイパス（かりわのバイパス）は、秋田県大仙市内の国道13号のバイパス道路。
旧西仙北町の中心部、刈和野地区を迂回する形で開通。旧道は秋田県道10号本荘西仙北角館線の一部及び大仙市道として供用中であるが、国道時代のキロポストがいまだに残っている。距離はバイパス経由の方が600mほど長い。
交通量増加に対する刈和野市街地の安全確保と合わせて、並行する雄物川水系の河川氾濫発生時の交通規制対策として計画された。

## 概要

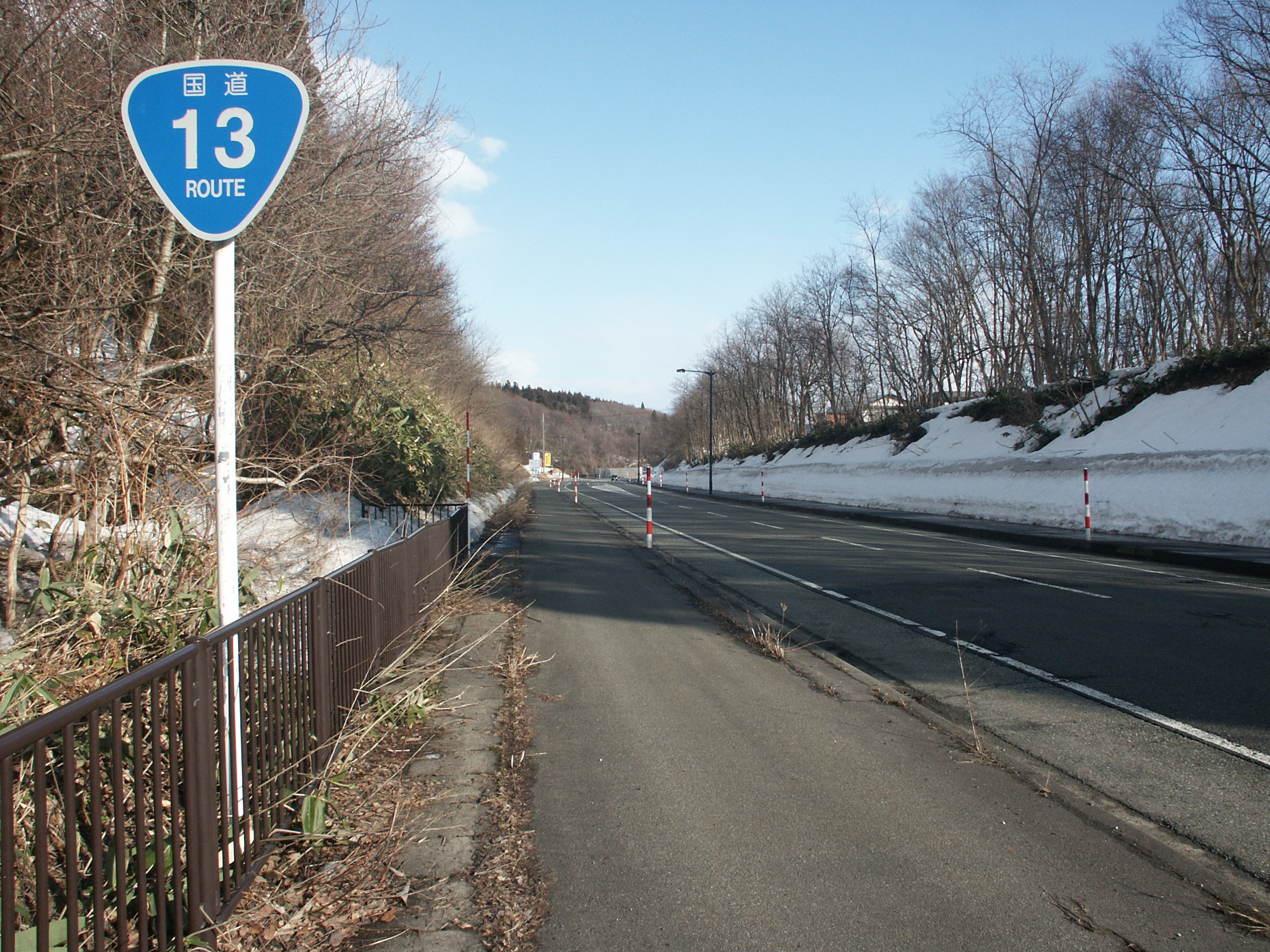
秋田県大仙市刈和野付近

- 延長：5.4km
- 起点：秋田県大仙市北楢岡字下船渡
- 終点：秋田県大仙市協和峰吉川字高寺山
- 規格：片側1車線

## 接続路線
- 秋田県道10号本荘西仙北角館線
- 秋田県道252号水沢西仙北線

## 沿革
- 1976年（昭和51年）：事業着手。
- 1997年（平成9年）3月21日：西仙北町刈和野字大佐沢の延長0.5kmが開通。
- 1998年（平成10年）11月：西仙北町刈和野字一ト鶴 - 字大佐沢の延長0.9kmが開通。
- 2000年（平成12年）11月：西仙北町刈和野字大佐沢 - 協和町峰吉川字高寺山の延長1.7kmが開通し、終点で現道と接続。
- 2001年（平成13年）10月25日：神岡町北楢岡字下船渡 - 西仙北町刈和野字一ト鶴の延長2.3kmが開通し、起点で現道と接続。全線開通。